# Кернгормс
Национальный парк Кернгормс (англ. Cairngorms National Park, гэльск. Pàirc Nàiseanta a' Mhonaidh Ruaidh) — национальный парк в Хайленде, на северо-востоке Шотландии, основанный в 2003 году. Это второй, после Лох-Ломонд-энд-те-Троссахс, национальный парк Шотландии. В парке расположен хребет Кернгорм и окружающие предгорья. Этот крупнейший в Британии национальный парк в 2010 году был расширен и получил территории в области Перт-энд-Кинросс.

## Территория парка
Площадь национального парка составляет 4.528 км2, он располагается на землях областей Абердиншир, Ангус, Мори, Хайленд и Перт-энд-Кинросс. Большая часть территории представляет собой гористое плато.
НП Кернгормс попадает под V Категория МСОП, то есть в нём разрешена определённая хозяйственная деятельность и туризм. Авимор в центре парка является известным и популярным курортом. Также на его территории находится Хайлендский зоопарк (англ. Highland Wildlife Park), где представлены виды, характерные для гор и тундры в разных регионах мира.
В национальном парке расположено 4 из 5 высочайших вершин Великобритании — Бен-Макдуи (1309 м), Braeriach (1296 м), Cairn Toul (1291 м), Керн-Горм (1244 м). В некоторых частях высокогорья снег держится весь год.
В Кернгорме находятся крупнейшие в Британии естественные леса. В них можно увидеть сосну, можжевельник, берёзу, рябину, осину, ольху и иву. В парке протекают три крупные реки — Ди, Дон и Спей. Земля парка принадлежит многим землевладельцам, из неё 75 % является частной; на его территории проживают и работают около 18,000 человек.

## Климат
| Показатель                       | Янв.  | Фев. | Март | Апр. | Май  | Июнь | Июль | Авг. | Сен. | Окт.  | Нояб. | Дек. | Год   |
| -------------------------------- | ----- | ---- | ---- | ---- | ---- | ---- | ---- | ---- | ---- | ----- | ----- | ---- | ----- |
| Средний суточный максимум, °C    | 5,0   | 5,5  | 7,8  | 10,9 | 14,3 | 16,5 | 18,7 | 18,1 | 15,3 | 11,4  | 7,7   | 5,1  | 11,4  |
| Средний суточный минимум, °C     | −1    | −1   | 0,3  | 1,9  | 4,2  | 7,3  | 9,5  | 9,1  | 6,8  | 4,1   | 1,4   | −1,3 | 3,5   |
| Среднее число дней с осадками    | 16,3  | 13,4 | 15,4 | 11,4 | 12,8 | 12,0 | 11,7 | 12,3 | 13,4 | 16,1  | 14,5  | 13,4 | 162,8 |
| Норма осадков, мм                | 123,5 | 90,5 | 85,9 | 55,9 | 58,8 | 63,8 | 59,7 | 69,8 | 78,7 | 102,2 | 99,1  | 89,3 | 977,1 |
| Среднее число дней с заморозками | 15,7  | 15,4 | 13,1 | 8,8  | 3,5  | 0,3  | 0,1  | 0,1  | 1,1  | 4,9   | 9,3   | 16,6 | 88,7  |
| Средняя скорость ветра, м/с      | 4,6   | 4,3  | 4,3  | 3,6  | 3,2  | 3,2  | 2,9  | 3,0  | 3,5  | 3,6   | 3,8   | 3,8  | 3,7   |
| Источник:                        |       |      |      |      |      |      |      |      |      |       |       |      |       |

| Показатель                       | Янв. | Фев. | Март | Апр. | Май  | Июнь | Июль | Авг. | Сен. | Окт. | Нояб. | Дек. | Год   |
| -------------------------------- | ---- | ---- | ---- | ---- | ---- | ---- | ---- | ---- | ---- | ---- | ----- | ---- | ----- |
| Средний суточный максимум, °C    | −1,3 | −1,5 | −0,9 | 1,5  | 4,3  | 7,1  | 9,5  | 9,2  | 6,9  | 3,9  | 0,8   | −0,5 | 3,3   |
| Средний суточный минимум, °C     | −5,5 | −6,1 | −5   | −3,4 | −0,9 | 1,7  | 4,2  | 3,9  | 2,1  | −0,7 | −3,3  | −5,1 | −1,5  |
| Среднее число дней с заморозками | 29,5 | 25,8 | 28,9 | 23,9 | 11,4 | 5,4  | 0,6  | 0,7  | 3,3  | 12,6 | 23,4  | 28,8 | 194,4 |
| Средняя скорость ветра, м/с      | 18,8 | 17,8 | 16,9 | 14,3 | 11,9 | 12,1 | 9,5  | 12,3 | 14,3 | 16,6 | 17,1  | 16,7 | 14,8  |
| Источник:                        |      |      |      |      |      |      |      |      |      |      |       |      |       |